# Thoiré-sous-Contensor
Thoiré-sous-Contensor ist eine französische Gemeinde mit 119 Einwohnern (Stand: 1. Januar 2022) im Département Sarthe in der Region Pays de la Loire. Sie gehört zum Kanton Sillé-le-Guillaume und zum Arrondissement Mamers.

## Lage
De Gemeinde liegt im Tal der Bienne.
Nachbargemeinden sind Louvigny im Norden, Les Mées im Osten, René im Süden, Chérancé im Südwesten und Grandchamp im Westen.

## Bevölkerungsentwicklung
| Jahr      | 1962 | 1968 | 1975 | 1982 | 1990 | 1999 | 2006 | 2015 |
| --------- | ---- | ---- | ---- | ---- | ---- | ---- | ---- | ---- |
| Einwohner | 150  | 152  | 130  | 118  | 94   | 89   | 81   | 87   |